# Energia primária

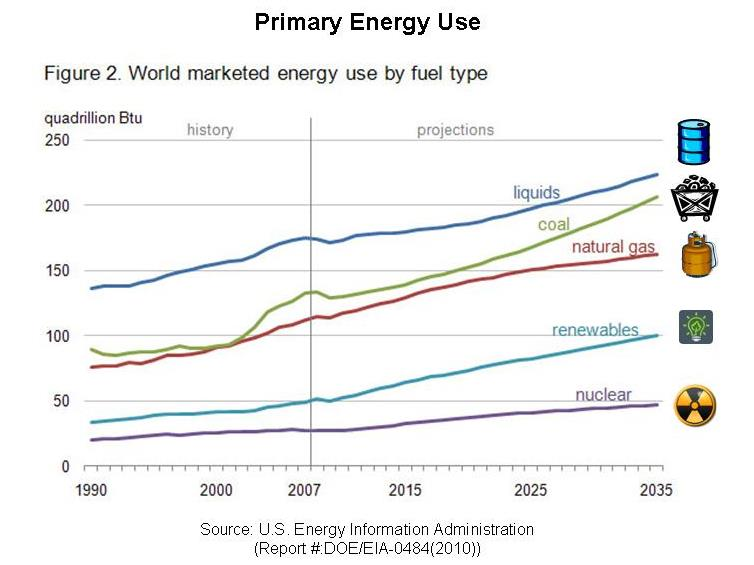
Prognóstico de Energia primária

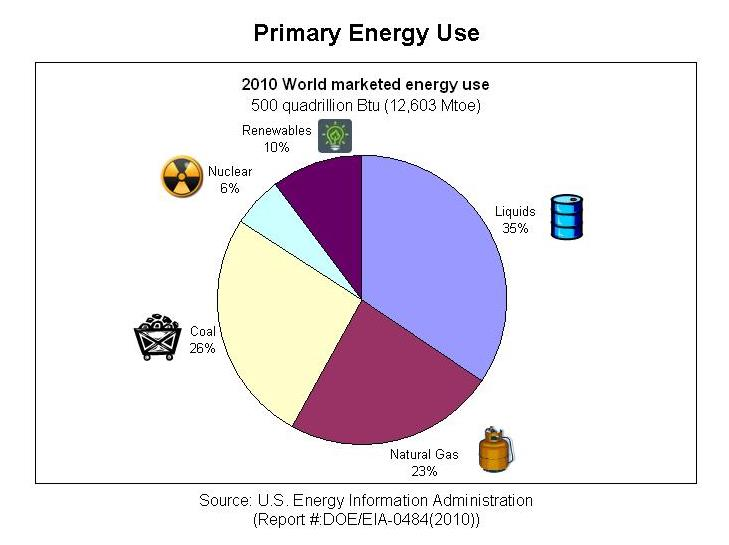
Energia primária do mundo 2010

Uma fonte de energia primária é toda a forma de energia disponível na natureza antes de ser convertida ou transformada. Consiste na energia contida nos combustíveis crus, a energia solar, a eólica, a geotérmica  e outras formas de energia que constituem uma entrada ao sistema. Se não é utilizável diretamente, deve ser transformada numa fonte de energia secundária (eletricidade, calor, etc.).
Na indústria energética distinguem-se diferentes etapas: a produção de energia primária, seu armazenamento e transporte em forma de energia secundária, e seu consumo como energia final.
Assim, por exemplo, a energia mecânica de um salto de água é transformada em eletricidade e ao chegar ao utente final esta pode ser empregue para diferentes usos (iluminação, produção de frio e calor, etc). A nível do utente todas as formas de energia são, pois, sutituibres. Esta série de transformações implicam uma corrente energética concreta, como por exemplo a que se dá na corrente petrolífera: extração, transporte, refinado e distribuição. A cada transformação caracteriza-se por seu rendimento, sempre inferior a 1 devido às perdas inerentes ao processo.
O conceito utiliza-se especialmente em estatística energética em decorrência da compilação de balanços energéticos. No entanto, costuma-se identificar com energia primária a energia que resulta da primeira transformação (como por exemplo o calor nuclear, a eletricidade eólica ou hidráulica) e como energia final a que chega finalmente ao utente (no contador) pois são para as que se dispõe de dados.

## Definições
A CEPAL, no documento "Sustentabilidade energética em América Latina e o Caraíbas: O contribua das fontes renováveis" define a Energia primária como:
Deve diferenciar-se entre disponibilidade potencial e disponibilidade efetiva. Assim, por exemplo, uma determinada bacia hidrográfica tem, por suas características físicas e a precipitação pluviométrica sobre esta, um determinado potencial hidroelétrico, mas se não se constrói uma central hidroelétrica, essa energia não poderá ser aproveitada.
O considerar a hidroeletricida como energia primária é uma convenção, já que em realidade o que se dispõe numa central hidroelétrica é uma energia mecânica que se transforma em eletricidade através de uma modificação física. O mesmo pode dizer da energia nuclear, na que os materiais radioativos produzem calor que depois é transformado em eletricidade mediante turbinas e geradores, através de processos físicos como a evaporação de água.
Complementariamente define a Energia secundária como:
Destas definições deriva-se que a Oferta total de energia se entende como a quantidade de energia (primária e secundária) disponível para satisfazer as necessidades energéticas de um país, tanto nos processos de transformação como no consumo final.
Por tanto:
Oferta Total = Produção + Importação – Exportação +/- Variação de inventários – Energia não aproveitada

## Unidades
Com o fim de permitir as comparações, todos os tipos de energia são expressados numa mesma unidade. Esta pode ser, o Gigajoule (GJ), o megawatt-hora (Mwh) ou a tonelada equivalente de petróleo (tep). Como os jazigos de petróleo ou carvão podem ter características diferentes, existe uma convenção para passar de uma unidade energética a outra:
1 tep = 41,855 GJ = 11,628 MWh = 1 000 m3 de gás = 7,33 barris de petróleo

## Formas de energia primária
As formas de energia primária são as seguintes:
- Energia humana e animal: energia mecânica de tracção animal.

- Energia mecânica de origem natural.
  - Energia hidráulica (cursos e quedas de água) transformada em energia mecânica (moinhos) ou eléctrica (central hidroeléctrica).
  - Energia maremotriz (marés) transformada em energia eléctrica nas centrais maremotrizes.
  - Energia eólica (vento) transformada em energia mecânica (moinhos, veleiros...) ou electricidade (aerogeradores).

- Energia química: transformação em calor (energia térmica) por combustão, e em electricidade. A cogeração consiste na produção simultânea de calor e electricidade. Os combustíveis podem também accionar motores.
  - Combustíveis minerais:
    - Combustíveis minerais sólidos: carvão, lignito.
    - Hidrocarbonetos: gás natural, petróleo.

  - Explosivos: energia não controlada
  - Biomassa: madeira, produtos e desfeitos vegetais formados de matéria orgânica, transformados em combustíveis diversos: madeira e derivados, biodiésel, biogás, metanol, etanol. É também conhecida como dendroenergia, definida pela FAO como... "energia florestal): toda a energia obtida a partir de biocombústiveis sólidos, líquidos e gasosos primários e secundários derivados dos bosques, árvores e outra vegetação de terrenos florestais. A dendroenergia é a energia produzida depois da combustão de combustíveis de madeira como lenha, carvão vegetal, pellets, briquetas, etc., e corresponde ao poder calorífico neto (PCN) do combustível"[3]

- Energia nuclear:
  - Fissão: radiactividade do urânio e do plutónio aproveitada em forma de calor. A energia eléctrica produzida a partir desse calor tem aproximadamente um rendimento de 33%.
  - Fusão: ainda em estado experimental (se veja ITER).

- Energia solar: radiação solar transformada em calor (energia solar térmica) ou electricidade (energia solar fotovoltaica).

- Energia térmica terrestre:
  - Geotérmica

Os combustíveis como o carvão, o petróleo ou o gás natural são utilizados assim mesmo como matéria prima na indústria química: petroquímica, fertilizantes e na indústria da construção e as obras públicas.

## Matriz de oferta total de energia primária em América Latina e Espanha
A Oferta Total de Energia Primária (OTEP) para a região latinoamericana no ano 2000 apresenta-se a seguir.
| --                | Petróleo | Gás Natural | Carvão | Nuclear | Biomassa não Renovável | Renováveis |
| Centroamérica     | 29.6     | --          | 1.7    | --      | 21.0                   | 47.7       |
| Caraíbas I        | 50.5     | 43.0        | --     | --      | 1.1                    | 5.4        |
| Caraíbas II       | 56.3     | 4.2         | 0.4    | --      | 3.7                    | 35.4       |
| Comunidade Andina | 49.9     | 27.7        | 1.9    | --      | 0.8                    | 19.7       |
| Espanha           | 48.8     | 23.8        | 7.9    | 10.5    | --                     | 9.4        |
| Mercosul e Chile  | 43.1     | 17.2        | 6.0    | 1.0     | 2.8                    | 29.9       |

Os dados de Espanha são de 2010 (IDAE).
Caraíbas I compreende os seguintes países: Barbados, Suriname, Guiana, Granada, Trinidad e Tobago, e Jamaica.
Caraíbas II compreende os seguintes países: Cuba, República Dominicana, e Haiti